# Rosarium Boskoop
Rosarium Boskoop is een 7.450 m2 groot openbaar park in het Zuid-Hollandse Boskoop. Het is gelegen naast het Floragebouw en tegenover het NS-station Boskoop. De officiële naam is Guldemondplantsoen. Het rosarium heeft de status van rijksmonument.

## Ontstaansgeschiedenis
De aanleiding voor de aanleg van het rosarium was een tuinbouwtentoonstelling. Het werd in de crisisjaren gerealiseerd als werkverschaffingsproject voor werklozen. In juli 1933 vond de officiële opening plaats door E. Guldemond, wethouder van Boskoop. Tegelijkertijd werd de tuin overgedragen aan de gemeente Boskoop. De ontwerper was ingenieur S.G.A. Doorenbos, directeur van de dienst gemeenteplantsoenen in Den Haag.

## Beschrijving
De vormgeving van het rosarium is in een sobere Nieuw Architectonische stijl. In de tuin staan ieder jaar ongeveer 2.600 rozenstruiken van 160 rassen van mei tot oktober in bloei. Een aantal daarvan is zo oud dat men de naam niet meer weet. Tussen de rozenperken, vooral trosrozen, is een gazon. Naast de rozen zijn er ook vaste planten, heesters en bomen aangeplant. Ieder jaar worden een tiental verouderde rozensoorten verwijderd en vervangen door nieuwe.
Nieuwe soorten komen van kwekers van over de hele wereld. Zij kruisen en kweken nieuwe soorten en schenken die aan Rosarium Boskoop. Sinds de aanleg is de vakindeling ongewijzigd. Het koepeltje met zes zuilen en een bolvormig dak uit 1936 is nog origineel, het fonteintje is uit de koepel verdwenen, de zonnewijzer is niet meer compleet en de houten pergola's en rozenbogen moesten soms vernieuwd worden. De tuin heeft geen sproei-installatie, onderbemaling zorgt ervoor dat de planten voldoende vocht kunnen opnemen uit de grond. In 1997 is het rosarium geheel gerenoveerd door G.J. Nottelman. Het is een openbaar park en wordt onderhouden door vrijwilligers.

## Vernieuwing
in het voorjaar van 2019 werden alle rozen uitgegraven en verwijderd. Alle 26 vakken, samen zo groot als een voetbalveld, werden voorzien van nieuwe rozenstruiken. Ze zijn afkomstig uit Boskoop, Limburg, België en Duitsland.

## Excellence Roses
Rosarium Boskoop is een van de locaties waar keuringen van Excellence Roses plaatsvinden. Nieuwe rozen worden gekeurd op schimmels in de bladeren, bloeiwijze en op geur. Dat keuren gebeurt ook in de Rosaria van Amsterdam, Lottum, Den Haag en Winschoten. Het predicaat Excellence Rose betekent voor de consument dat het een goede en gezonde roos is, waarvoor bij de kweek geen chemische bestrijdingsmiddelen zijn gebruikt.

## Stichting tot behoud van Rosarium Boskoop
De Stichting tot behoud van Rosarium Boskoop werd in 2003 opgericht. Het Rosarium Boskoop was door achterstallig onderhoud toe aan een grote opknapbeurt. De gemeente Boskoop was een artikeltwaalfgemeente en kon deze taak niet op zich nemen. Door donaties en sponsoring van bedrijven was het mogelijk het rosarium te redden.

## Trivia
- In augustus 2010 opende koningin Beatrix het vernieuwde Floragebouw in Boskoop en bezocht toen ook het aangrenzende Rosarium.

## Galerij

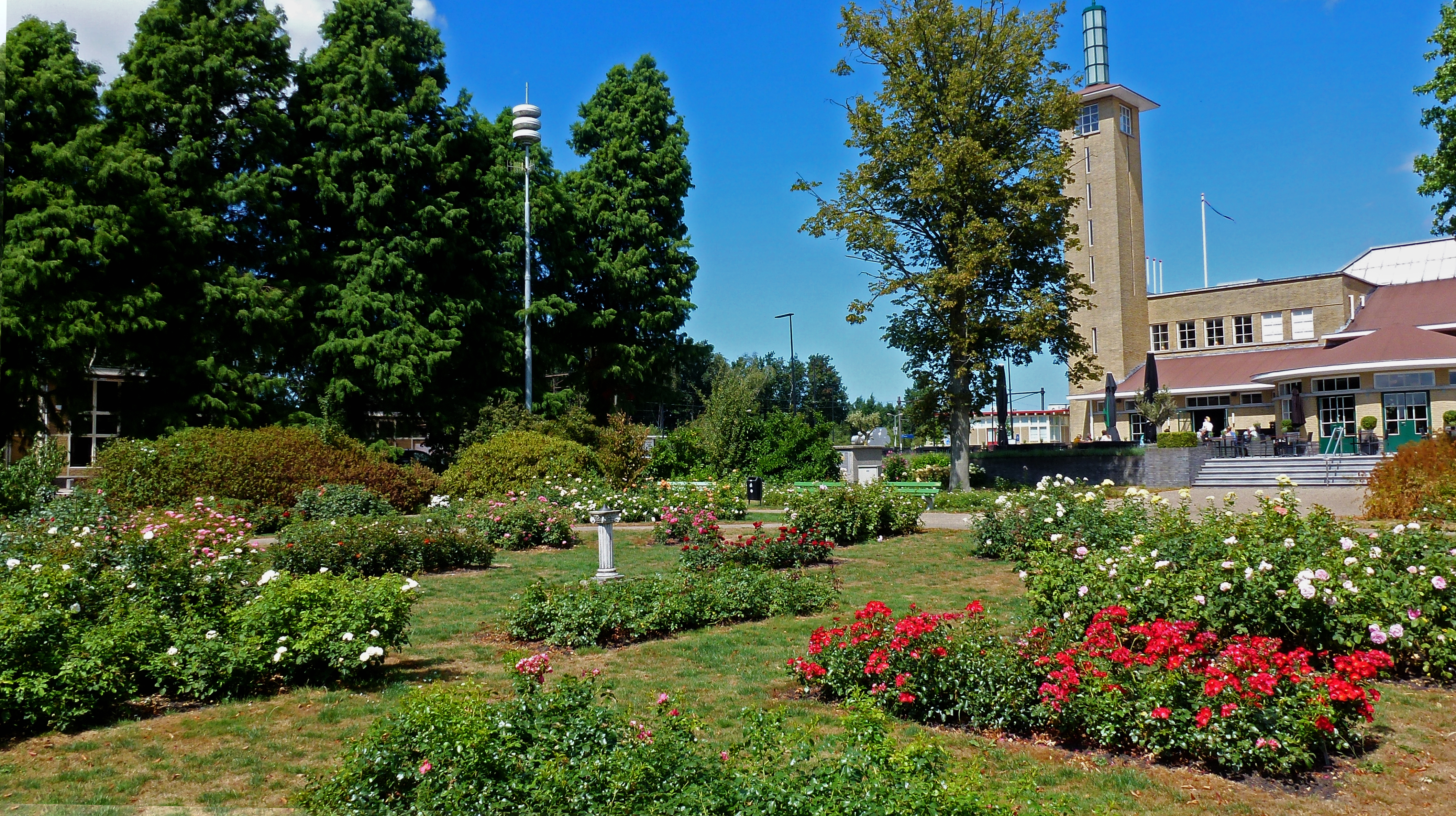
Rozenperken
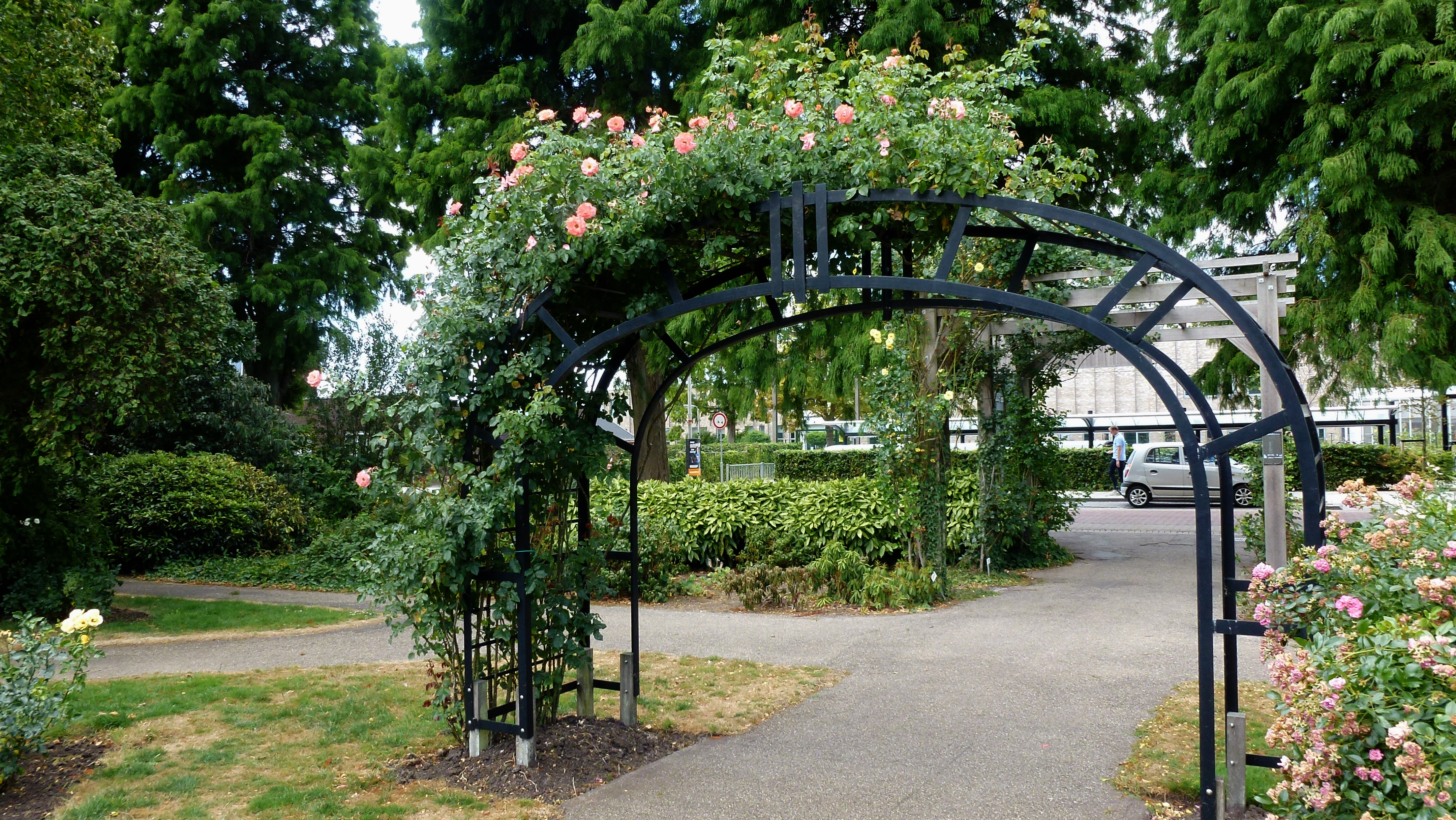
Rozenboog
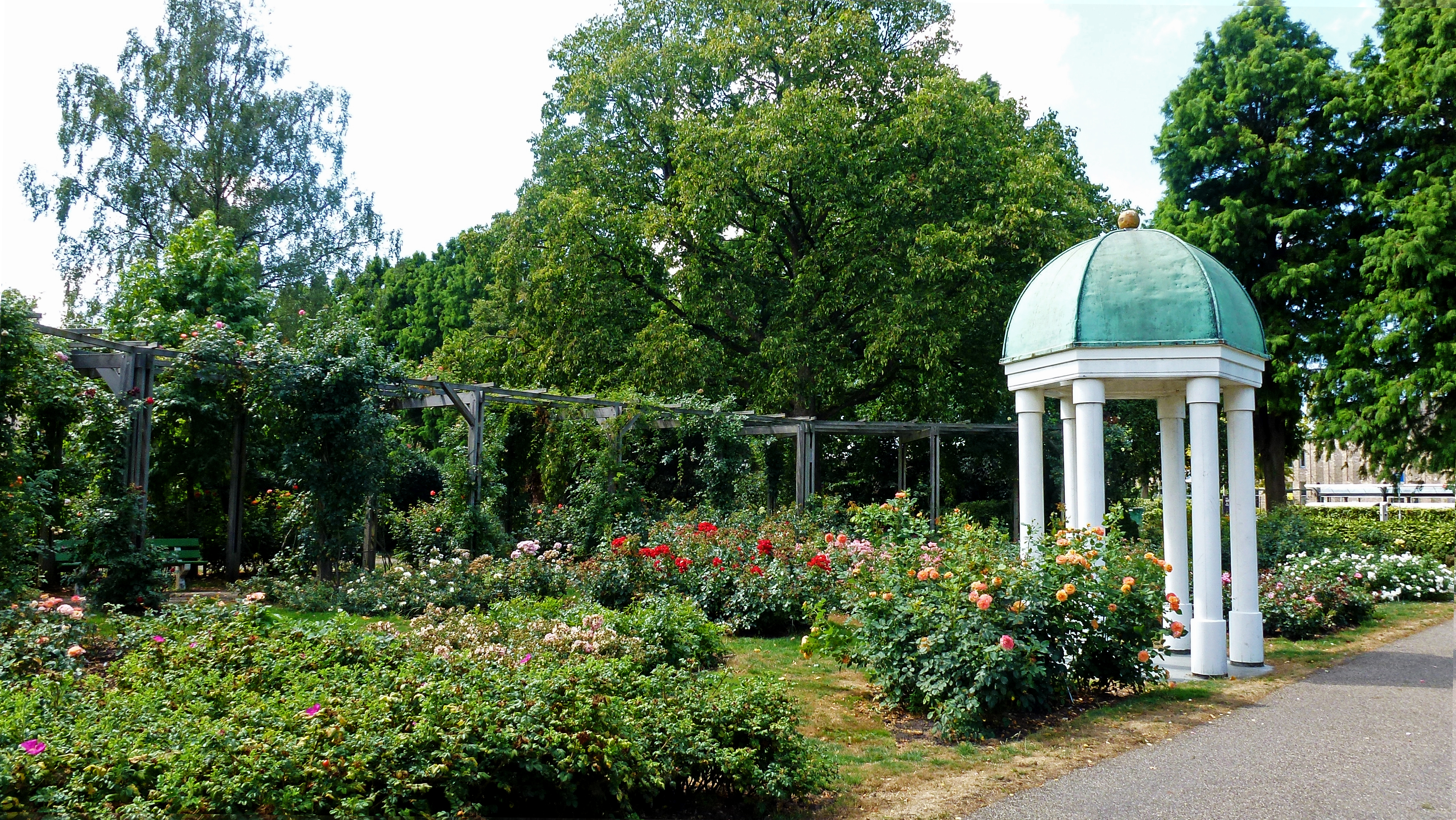
Pergola's